# Lecanicillium lecanii
Espèce
Lecanicillium lecanii est une espèce de champignons entomopathogènes de la famille des Cordycipitaceae et du genre Lecanicillium. Auparavant inclus dans le genre Verticillium, elle est considérée comme une forme anamorphe proche du genre Cordyceps.

## Description

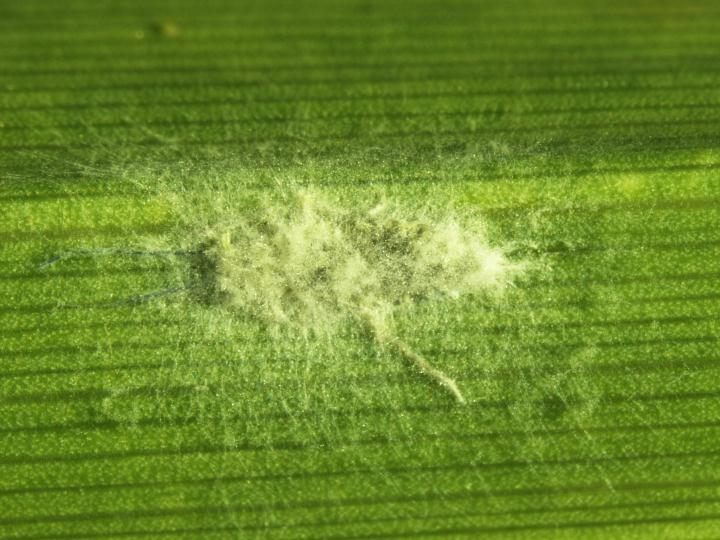
Lecanicillium lecanii (Nouvelle Zélande).

Cette espèce de champignon est décrite pour la première fois en 1861 et a une distribution mondiale. Cependant, l'ancienne conception de V. lecanii correspond à un complexe d'espèces cryptiques incluant L. muscarium, L. lecanii stricto sensu, L. longisporum et L. nodulosum. L. lecanii stricto sensu semble être principalement un agent pathogène des insectes à écailles molles de la famille des Coccidae.
L. lecanii largo sensu infecte les insectes lorsqu'ils entrent en contact avec ses spores fongiques collantes qui se développent et envahissent ensuite leur corps, ainsi les organes internes qui sont consommés entraînant leur mort. Il infecte également des acariens comme Abacarus hystrix

## Usages
En horticulture et en agriculture, des isolats de " V. lecanii " sont développés pour lutter contre les insectes ravageurs tels que les aleurodes, les thrips et les pucerons. Des Pesticides biologiques à base de Lecanicillium spp. sont désormais commercialisés sous le nom de « Mycotal », à partir de L. muscarium et de « Vertalec » à partir de L. longisporum  par Koppert, une entreprise des Pays-Bas. D'autres produits basés sur ces champignons ont été développés ailleurs pour une utilisation dans les cultures de rente, les graines oléagineuses, le soja, les plantes ornementales et les légumes.

## Synonymes
Lecanicillium lecanii a pour synonymes :
- Acrostalagmus albus-minimus Sartory, R. Sartory & Meyer
- Acrostalagmus coccidicola Guég., 1904
- Akanthomyces lecanii (Zimm.) Spatafora, Kepler & B.Shrestha[6]
- Cephalosporium coccorum Petch, 1925
- Cephalosporium lecanii Zimm., 1899 (basionyme)
- Hirsutella confragosa Mains, 1949
- Lecanicillium lecanii (Zimm.) Zare & W. Gams, 2001
- Verticillium album-minimum (Sartory & R. Sartory & Meyer) Westerd. (?)
- Verticillium lecanii (Zimm.) Viégas, 1939